# فینال جام یوفا ۱۹۸۵

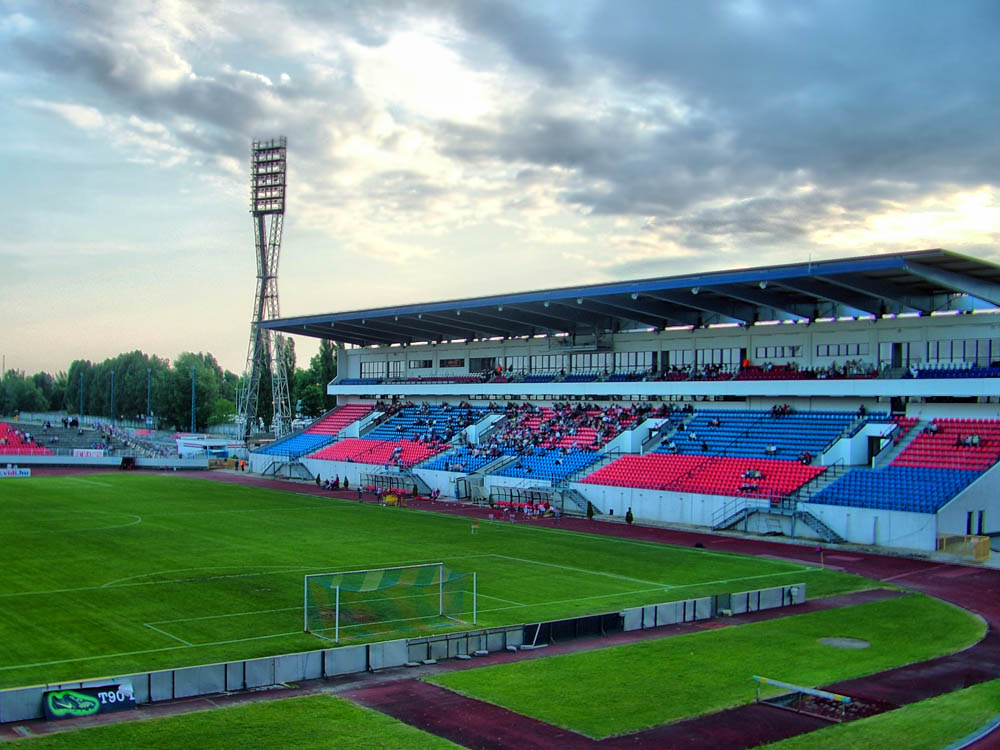
نمایی از ورزشگاه «شوشتی» محل برگزاری بازی فینال

فینال جام یوفا ۱۹۸۵، رقابت پایانی جام یوفا در سال ۱۹۸۵ میلادی است که مابین دو تیم باشگاه فوتبال رئال مادرید و باشگاه فوتبال ویدئوتون برگزار شده‌است.
این مسابقه که در تاریخ‌های ۸ مه ۱۹۸۵ و ۲۲ مه ۱۹۸۵ انجام شده‌است در مجموع با نتیجه ۳ بر ۱ به سود باشگاه فوتبال رئال مادرید به پایان رسید.